# インサイズ
インサイズ（Insides）は、イングランドのポストロック・デュオで、メンバーのカースティ・イェーツ（ボーカル、ベース）とジュリアン・タルド（ギター、プログラミング）で構成されている。
かつてのバンド、イアーウィッグの解散後、イェーツとタルドは、1992年にインサイズを結成し、1993年11月にデビュー・アルバム『Euphoria』を4ADレーベル傘下のゲルニカからリリースした。『Euphoria』は、『メロディ・メイカー』誌によるその年のベスト・アルバムの1つに選ばれるなど、批評家から高い評価を得た。インサイズは1994年にセカンド・アルバム『Clear Skin』をリリースした後、4ADを離れ、2000年にサード・ストーン・レコードからサード・アルバム『Sweet Tip』をリリース。デュオはアルバムのリリース後に解散し、その後の10年間は活動を休止した。
2011年のインタビューで、タルドは自分とイェーツがインサイズの新しい音楽をレコーディングすることに興味があると述べた。デュオは2016年7月に新曲「Ghost Music」をリリースして復帰を果たした。
2021年、インサイズは20年ぶりのアルバム『Soft Bonds』をリリースした。

## ディスコグラフィ

### アルバム
- Euphoria (1993年)
- Clear Skin (1994年) ※EP
- Sweet Tip (2000年)
- Soft Bonds (2021年)